# I Want to Tell You
«I Want to Tell You» (с англ. — «Я хочу сказать тебе») — песня The Beatles, написанная Джорджем Харрисоном и выпущенная на седьмом студийном альбоме группы — Revolver в 1966 году. Это третья песня Харрисона на альбоме.

## О песне
Тревожный настрой песни аккуратно подчёркивается резким аккордом, который возникает под конец каждого куплета. На «Taxman» Джордж сыграл D7#9, а на «I Want to Tell You» — совершенно отчаянный E7b9 — аккорд, который Леннон потом (1968) использовал в трагичной «I Want You (She’s So Heavy)», вошедшей в альбом Abbey Road 1969 года.
Первоначальными вариантами названия песни были — «Laxton’s Supreme» и «I Don’t Know» (последнее название появилось после вопроса Джорджа Мартина «Как называется эта песня?», на что Джордж ответил: «Я не знаю» (англ. «I Don’t Know»)). Хотя мелодичная поп-композиция имеет общие сходства с другими песнями альбома, песня «I Want to Tell You» построена на звучании индийской музыки. Однако, это звучание менее выражено, чем в песне «Love You To», (другая песня Харрисона из этого альбома). Харрисон вновь открывает перед слушателем намеренно реалистичную и в чём-то нелепую картину не сложившихся отношений, у слушателя возникает ощущение, что это в порядке вещей. Песня построена на органном пункте с редким отклонением от ключа ля мажор. Здесь, как и в «If I Needed Someone», краеугольным камнем являются неповторимые гармонии The Beatles — Леннон и Маккартни. Это в значительной степени делает звучание бас-гитары непрерывным и почти гипнотическим. Звучание другого музыкального инструмента, сыгравшего ведущую роль в композиции (фортепиано) можно услышать на протяжении всей композиции. Песня начинается и заканчивается с партии соло-гитары, а также периодически повторяется в промежутках между стихами песни. Таким образом, гитарное звучание в этой композиции придаёт структуре песни необходимую музыкальную форму.
Примечательно, что это одна из немногих песен The Beatles, в которой используется характерное нарастание во вступлении (другой известный пример — песня «Eight Days a Week»). Окончание — где группа повторяет фразу «У меня есть время» по вводному рифу гитары — показывает известный метод использования мелизма, принадлежащий Полу Маккартни.
В «I Want to Tell You» бас-гитара была наложена на готовый ритм-трек. В дальнейшем, музыканты поступали так же в работе над другими своими записями.

## Значение
По словам самого Харрисона: «Песня „I Want to Tell You“ — о лавине мыслей, которые бывает так трудно записать, высказать или передать». Расстройство в лирике укреплено противоречащей атмосферой песни — продуктом многочисленных элементов, включая непрерывный аккорд фортепиано на заднем плане и контраст между сдержанным ведущим вокалом Харрисона и вокальных гармоний Леннона-Маккартни, создающих ощущение тревоги и волнения. В интервью 1980-х годов Маккартни рассказывал:

Этим индийским звучанием мы обязаны Джорджу. Мы только начинали слушать индийскую музыку и вслушиваться в неё, нам понравилась эта идея, потому что мы и прежде вставляли в свои песни подобные фрагменты. Но Джордж серьёзно увлёкся индийской музыкой, побывал на концертах Рави Шанкара, потом познакомился с ним и заявил: «Он меня потряс как человек. Он бесподобен. Он один из величайших!» Рави Шанкар не знал, что Джордж серьёзно относится ко всему этому, а когда узнал, то тоже был потрясён. Поэтому, думаю, они нашли друг друга. Так мы узнали об индийской музыке. Совсем неплохо пытаться соединить два вида музыки, мы начали с самого простого, и альбом стал заметно лучше. В нём было теперь что-то от индийской музыки, и он помогает людям понять её, потому что сразу полюбить такую музыку очень трудно. Но стоит вслушаться в неё, и поймёшь, что она потрясающая.
Энергичный вариант «I Want to Tell You» открывает концертный альбом Live in Japan, записанный во время гастролей 1992 года в Японии. Песня звучит дольше благодаря солирующим гитарам Джорджа Харрисона и Эрика Клэптона. Джордж также изменил и текст песни. Вместо «Но если я веду себя не по-доброму, это не моё сознание, это я» он предложил противоположный вариант «it isn’t me, it’s just the mind».

## Другие версии
- Джордж Харрисон исполнил эту песню как вводную на концерте для партии натурального/естественного закона 6 апреля 1992 года.
- Джефф Линн (альбом Concert for George, 2003).
- Тед Ньюджент (1979).
- The Grateful Dead (летний концертный тур, 1994).
- Jerry Garcia Band (зимний концертный тур, 1986—1987).
- The Smithereens (альбом God Save the Smithereens, 1999).

## В записи участвовали
- Джордж Харрисон — ведущий дублированный вокал, соло-гитара, хлопки руками.
- Пол Маккартни — бас-гитара, фортепиано, гармонический вокал, хлопки руками.
- Джон Леннон — тамбурин, гармонический вокал, хлопки руками.
- Ринго Старр — барабаны, маракас.